# Histocidaris
Histocidaris är ett släkte av sjöborrar. Histocidaris ingår i familjen piggsvinssjöborrar.
Kladogram enligt Catalogue of Life:
| Histocidaris | \| \| Histocidaris australiae \| \| \| \| \| \| Histocidaris elegans \| \| \| \| \| \| Histocidaris variabilis \| \| \| \| |
|              | \| \| Histocidaris australiae \| \| \| \| \| \| Histocidaris elegans \| \| \| \| \| \| Histocidaris variabilis \| \| \| \| |
|              | Aporocidaria |
|              | |
|              | Aporocidaris |
|              | |
|              | Austrocidaris |
|              | |
|              | Cidaris |
|              | |
|              | Eucidaris |
|              | |
|              | Genocidaris |
|              | |
|              | Goniocidaria |
|              | |
|              | Goniocidaris |
|              | |
|              | Ogmocidaris |
|              | |
|              | Prionocidaris |
|              | |
|              | Stereocidaris |
|              | |
|              | Stylocidaris |
|              | |
|              | Histocidaris australiae |
|              | |
|              | Histocidaris elegans |
|              | |
|              | Histocidaris variabilis |
|              | |

|  | Histocidaris australiae |
|  |                         |
|  | Histocidaris elegans    |
|  |                         |
|  | Histocidaris variabilis |
|  |                         |